# 飯島愛子 (ウーマンリブ活動家)
飯島 愛子（いいじま あいこ、1932年1月12日 - 2005年5月4日）は、日本の女性解放運動家、フェミニスト。日本におけるウーマン・リブの先駆者として知られる。1970年8月に「侵略＝差別と斗うアジア婦人会議」を松岡洋子とともに設立した。第二波フェミニズムの中心人物だった。

## 略歴
1932年（昭和7年）、東京の富裕な産婦人科開業医の末娘として生まれたが、病弱に育ち、5歳の時に千葉へ移る。1945年（昭和20年）に1年遅れで千葉市立千葉高等女学校（千葉県立千葉東高等学校の前身）、次いで1948年（昭和23年）に日本女子大学附属高等学校へ進むが、病のために旧制・千葉淑徳高等女学校（千葉明徳中学校・高等学校の前身）に転じ、そこも結局は退学して、通信制高校で高卒資格をとった。桜蔭高等学校を卒業したとされることもある。
10代後半の飯島は、日本共産党に共鳴して1949年（昭和24年）には入党しており、活動を通じて知り合った男性との間で妊娠・中絶を経験した後、成人した1952年（昭和27年）にその男性と結婚した。人間の解放をめざす戦闘的な共産主義者として鍛えられた彼女であったが、そのなかでも強い性差別を経験している。
20代前半は工場労働に従事して職業革命家であった夫との生活を支えるが、1957年（昭和32年）、夫とともに日本トロッキスト聯盟の結成に参加、さらに入党戦術により日本社会党に入党するものの、聯盟の分裂後は夫とともに第四インター (ICP)に移る。1960年（昭和35年）の安保闘争の際には社会党の女性活動家として活発に活動し、1963年（昭和38年）には社会党所属の区議（のち都議）の秘書となるが、1964年（昭和39年）に夫と離婚するまで、社会党とICPの二重党籍状態が続いた。
1967年（昭和42年）に日本社会党系の日本婦人会議の中央常任委員となり、1969年（昭和44年）3月には東京での救援連絡センターの結成に参加、これらの組織を軸に様々な大衆運動に関わった。
1970年2月25日、飯島と松岡洋子が中心となり、「侵略＝差別とたたかうアジア婦人会議に参加しよう」のアピールを行った。呼びかけ人は計169人。同年8月22日と23日、「侵略＝差別と斗うアジア婦人会議」の大会を法政大学で開き、「侵略＝差別と斗うアジア婦人会議」をグループとして設立した。同大会には女性解放連絡会準備会を設立したばかりの田中美津も参加した。飯島は同事務局の理論的支柱でありつづけた。
以降、飯島は、田中とともに日本における第二派フェミニズムの中心人物とみなされ、1970年代のウーマンリブ運動をきりひらいたフェミニストと評されるようになる。
飯島はアピールに先立つ1968年（昭和43年）には本土復帰前の沖縄を訪問しているが、アピールには、戦後日本が平和と民主主義を謳歌している反面、沖縄に軍事基地を押し付け、ベトナム戦争の恩恵で経済的に潤っている事実をふまえ、従来の被害者性のみに立った婦人解放運動ではなく、加害者性をも含んだ運動への志向性がみてとれる。また、飯島が訴えたのは、戦後民主主義の一大特徴であり一典型であった「婦人解放」を、社会体制の変革の後に続くものではなく、自己変革としてとらえることであった。
イデオロギーのうえでは上述のとおりマルクス主義の影響を受け、女性差別を生みだす日本の社会構造を告発しつづけた。運動では、優生保護法改定反対や勤労婦人福祉法制定、男性の大韓民国への買春観光（「キーセン観光」）への反対運動を主導した。天皇制反対や女性の戦争責任追及にも取り組んでいる。1981年（昭和56年）、家族計画国際協力財団に入り、人材養成事業部長や国際家族計画連盟中央理事会理事などを歴任した。
この間、1978年（昭和53年）に三里塚闘争を通して知り合った年下の男性と1980年（昭和55年）から共同生活に入り、三里塚（千葉県成田市）や南西諸島各地などでの営農に取り組むが、1986年（昭和61年）にパートナーの男性が死去。1987年（昭和62年）から1989年（平成元年）にかけては、年上の男性と千葉県で共同生活を送り、農業にたずさわる。また、1990年（平成2年）から1992年にかけては、沖縄県石垣島で別の年上の男性（石垣島の住民）と共同生活を送り、共同生活解消後も石垣島に定住するようになった。晩年は、1996年（平成8年）に超越瞑想（TM瞑想）の集会で知り合った20代の男性と行動をともにすることが多くなったが、2000年（平成12年）に癌が発見され、以降は数度の手術を受け闘病を続けながら、ブータンや国内各地への旅を最晩年まで続けた。
2005年（平成17年）に73歳で死去した。

## 飯島の平等思想
現代の平等論は多くの場合、「同じ人間」という等価な関係を平等の根拠とし、かかる等価関係を前提にして差別を問題とするが、飯島は、こうした等価関係という基軸自体が「男仕立て」のものであると見なす。飯島は「男並み平等」の否定を提起し、また、飯島にとって平等とは「機会の平等」ではなく「結果の平等」でなくてはならず、何人であれ、生きていくうえで必要なものは最低限確保されるべき権利があるとした。彼女にとって「反差別」は、等価関係を前提とする基軸そのものの解体というかたちをとったのである。彼女の唱えた平等思想は当時にあってもラディカルなものであった。

## ミソジニーとそこからの脱却
飯島の遺稿集に収載された「生きる－あるフェミニストの半生」によれば、開業医であった飯島の父は権力的で、何かにつけて妻（飯島にとっては母）に対し「だから女はダメなんだ」という言い方をした。彼女は父親を嫌悪するいっぽうで、母親に対しても批判的なはずであったが、結婚してのち、配偶者とのあいだに「父に対する母の関係のひき写し」を繰り返してしまう。彼女を駆り立ててきたエネルギーは本来、自身が受けていた性差別と抑圧からの脱出だったはずであるにもかかわらず、その内容は、女性性の忌避と「男並み」への願望にすぎなかった。女性とは厄介で軽蔑すべき下級の存在であるというミソジニー（女性嫌悪）の心性は、もともとは父親から植え付けられたものであったが、飯島はそれを深く内面化していたのであり、結婚生活でも変えることのできないこの心性により彼女は強い欠落感をいだく。それは彼女を、憎悪や間違った向上心、同性である女性への蔑視、また、性行為へと追いやり、彼女はさらに苦悩する。彼女は悪戦苦闘した末に、あるひとつの性的イメージをともないながらも自身の根深いミソジニーを脱し、やがてフェミニストとして生きていくこととなった。

## 「女の論理」:多様性と共生の思想
飯島らは、現体制のなかで女性が「男並み平等」を求めることは、帝国主義的再編に加担するだけではないかと提起した。具体的には1990年代以降、アメリカ合衆国のフェミニストは、軍隊のなかで女性も戦闘に参加させるべきと主張しており、これについては日本でも議論があったが、女性兵士は「男並み平等」の必然的な帰結である。
こうした状況のなかで飯島が唱えたのが「女の論理」であった。飯島によれば、近代社会は「男の論理」で動いてきたのであり、そこでは生産性や合理主義を他に優先する価値として信奉されてきた。「男の論理」は、理屈で割り切れないものを有しながらも「非生産的」とみられる女性を劣位化し、しばしば女性性を切り捨てようとしてきた。飯島は、こうした「男の論理」に対して、女性が真に解放されるには「モノの生産から命の生産へ」の転換が必要であると訴えたのである。飯島は、人間の基本的な行為である「産むこと」と「生きること」とがたがいに分離させられていることこそが、女性差別の根源であると主張する。生命の生産と、生命生産の手段であるはずのモノの生産とが分離し、生命生産が物質生産に従属させられたところに近代の宿痾があるととらえるのである。従来、女性の自立、近代的自我の確立をめざしてきたフェミニズムであったが、乳幼児・児童、障がい者、高齢者など、すべての人間は自立できない存在として生まれ、多くの場合自立できない存在としてこの世を去らなければならない、そういう意味で、人間社会は当初より自立できないものをあまりに多く含み込んでいる。そして、自立できないときには誰かのケアが必要である。飯島が唱えた「女の論理」は、反差別を契機としながらも、一方では、「多様性」や「共生」など今日的な価値観へとつながる意義を有していたのである。

## 著書
- 飯島愛子『〈侵略＝差別〉の彼方へ あるフェミニストの半生』インパクト出版会、2006年5月。ISBN 475540164X。